# Satanaya

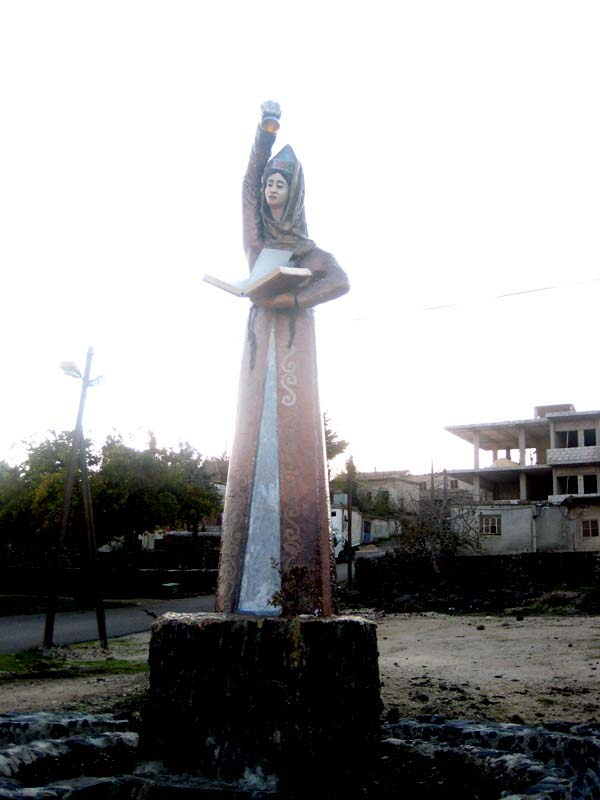
Estatua de Satanaya en Beer Ajam, Siria.

Satanaya (Adigué Сэтэнай [setenej]; ubijé o Ubykh [satanaja]; Osetio  Satana) es una figura mitológica que aparece en muchos ciclos de las Saga de los Nart en el Cáucaso.
Satanaya es la madre de los Narts, es una figura de la fertilidad y a la vez también es una autoridad sobre sus hijos. Ella a menudo actúa en la luz de una "mujer sabia" o matriarca, lo cual refleja la relativa libertad de las mujeres en el norte del Cáucaso en general. Satanaya puede ser comparada con su contraparte griega Deméter, con quien ella comparte muchos rasgos.
En la tradición osetiana, ella es la hija de Uastyrdzhi (San Jorge).
La versión checheno-Ingusetia es un poco diferente en cuanto a la contraparte de Satanaya, a la que ellos llaman Sela-Sata, para ellos esta es ante todo la diosa de las artes manuales y de los trabajos femeninos en lugar de ser la matriarca nartica. Sin embargo, muchas de sus características, incluyendo la de su nacimiento milagroso de una madre Nart muerta y su relación con el nacimiento del héroe y jefe Seska-Solsa (Sosruko), corresponden de forma cercana a las demás versiones de Satanaya
.